# اوا ترتریان
اوا یِپِرمی ترتریان (ارمنی: Եվա Եփրեմի Տերտերյան؛ انگلیسی: Eva Terteryan؛ زادهٔ ۴ دسامبر ۱۹۲۸) فیزیولوژیست و استاد اهل ارمنستان است.

## زندگی‌نامه
وی در ۴ دسامبر ۱۹۲۸ در بیلوهیرسک به دنیا آمد هاکوب ترتریان برادر وی بود. وی از انستیتو دام‌پروری و دام‌پزشکی ایروان فارغ‌التحصیل گشت. 

## یادداشت
1. ↑  կենսաբանական գիտությունների դոկտոր